# カメレ音楽隊
カメレ音楽隊（かめれおんがくたい）は、日本の混声ア・カペラグループである。
英語表記:Chameleon Gakutai。
中国語表記:日本變色龍
結成は2015年で、主要メンバーは4人。主な活動拠点は東京。
「攻めのアカペラ」をキーワードに、独特の編曲やステージングを重視し、コンテンポラリーアカペラグループとして国内外で評価を得ている。

## 概要
グループのコンセプトは「攻めのアカペラ」。
アカペラの世界大会の1つであるWorld Contemporary A cappella Festival（世界盃現代阿卡貝拉大賽）にて、2018年に日本人グループとして初の優勝を獲得。
これまでに香港駅特設ステージ、桃園市（台湾）主催イベントの閉会式ゲスト、光州市（韓国）後援イベントへのゲスト等、アジア地域を中心に海外公演も多数実施。
アカペラ大会の審査員等も務める。
主に国内外の地域振興イベントでアカペラ演奏を行っている。

## メンバー

### mitty
・リード／1stコーラス担当
・東京藝術大学卒業
・オーボエ奏者であり、木管六重奏団やオーボエアンサンブルといった室内楽を中心に活動している

### たつお
・リード／2ndコーラス担当
・ファルセッターのため扱う音域が1番広い

### TSUBASA
・リード／3rdコーラス担当
・現在は地元愛知県岡崎市にて印刷会社の5代目、託児園の園長、ラジオパーソナリティなど幅広い顔を持つ
・岡崎高校コーラス部在籍中に合唱全国大会優勝、世界大会優勝の実績有

### たくま
・リード／Bass担当。
・アレンジ、作曲、マスタリング、Webサイト運営などを行う

## 経歴
2015年末、結成。
2016年4月24日、愛知県名古屋市で行われた「FAN2016」出演。グループとして初ライブ。
2017年5月13日、八王子音楽祭うたあわせ出演。
2017年6月24日、甲州アカペラサミット2017コンテストステージ出演。
2017年8月17日、香港で行われたVocal Asia Festival 2017のコンペティションにおいて3rd PrizeとBest Performance賞を受賞。
2017年10月28日、韓国・光州市で行われた「2nd Acappella Singing in Gwandju」に招待出演。
2017年12月2日、ソラマチアカペラストリート出演。「Saturday Special Stage」にて演奏。
2018年8月25日、台湾・桃園市で行われた、芸術祭の閉会式である「桃園合唱藝術節閉幕音樂會」に招待出演。
2018年10月21日、台湾・台北市で行われた「世界盃現代阿卡貝拉大賽・World Contemporary A cappella Festival」において1st Prize(優勝)とBest Performance賞を受賞。
2018年11月3日-4日、愛知県岡崎市で行われた「岡崎ジャズストリート2018」に出演。
2018年11月7日、六本木ミッドタウンにて行われた「瀬戸内国際芸術祭2019」プレス向け企画発表会に出演。瀬戸内国際芸術祭の一部である瀬戸内国際Asiaのアピールとしてパフォーマンスを実施。
2018年12月2日、ソラマチアカペラストリート出演。「ソラミ坂ひろば」のトリを務める。
2019年9月7日、福島県郡山市において「うたふく」にて郡山駅前ステージにて演奏。RAGFAIR引地洋輔氏、MaL氏とコラボステージを行う。
2019年12月8日、ソラマチアカペラストリート出演。「展望デッキ」のトリを務める。
2021年12月5日、ソラマチアカペラストリート出演。「ソラマチ広場」のトリ前を務める。
2022年11月5日、愛知県岡崎市で行われた「岡崎城下町家康公秋まつり」に出演。

## ディスコグラフィ
出典：カメレ音楽隊 - 公式YouTubeチャンネル
| Op. | 公開日         | 曲名                                                         | アーティスト | アレンジ     |
| --- | -------------- | ------------------------------------------------------------ | ------------ | ------------ |
| 1   | 2016年2月7日   | Valon-1                                                      | Salyu        | Taxたっくん  |
| 2   | 2016年2月7日   | ぼくドラえもん                                               | 大山のぶ代   | Taxたっくん  |
| 3   | 2016年2月7日   | バレンタイン・キッス                                         | 国生さゆり   | いっくん     |
| 4   | 2016年4月12日  | Evolution of Japanese Music                                  | なし         | Taxたっくん  |
| 5   | 2016年6月11日  | [2倍速]Evolution of Japanese Music                           | なし         | Taxたっくん  |
| 6   | 2016年7月5日   | [Short Ver.]Evolution of Japanese Music                      | なし         | Taxたっくん  |
| 7   | 2016年9月15日  | 糸[Wedding Ver.]                                             | 中島みゆき   | Taxたっくん  |
| 8   | 2016年11月29日 | 365日の紙飛行機                                              | AKB48        | TSUBASA      |
| 9   | 2016年12月19日 | ペンパイナッポーアッポーペン (PPAP) Christmas Acappella Ver. | ピコ太郎     | TSUBASA      |
| 10  | 2017年1月4日   | もののけ姫                                                   | 米良美一     | Taxたっくん  |
| 11  | 2017年1月19日  | 糸                                                           | 中島みゆき   | Taxたっくん  |
| 12  | 2017年1月19日  | もののけ姫                                                   | 米良美一     | Taxたっくん  |
| 13  | 2017年4月19日  | [Live Ver.]Evolution of Japanese Music                       | なし         | Taxたっくん  |
| 14  | 2017年3月26日  | 天城越え                                                     | 石川さゆり   | TSUBASA      |
| 15  | 2017年4月24日  | Beauty And The Beast                                         | ディズニー   | Taxたっくん  |
| 16  | 2017年5月19日  | Feel It                                                      | Taxたっくん  | Taxたっくん  |
| 17  | 2017年11月28日 | [Live Ver.]365日の紙飛行機                                   | AKB48        | TSUBASA      |
| 18  | 2017年12月19日 | [Live Ver.]ぼくドラえもん                                    | 大山のぶ代   | Taxたっくん  |
| 19  | 2017年12月19日 | [Live Ver.]もののけ姫                                        | 米良美一     | Taxたっくん  |
| 20  | 2018年1月3日   | Japanese and Korean Nostalgia Songs (ふるさと〜アリラン)     | なし         | かくたあおい |
| 21  | 2018年2月3日   | Beethoven Moonlight Sonata 3rd Movement                      | ベートーベン | Taxたっくん  |
| 22  | 2018年9月8日   | 気球に乗ってどこまでも                                       | 平吉毅州     | Taxたっくん  |
| 23  | 2019年7月11日  | Be HAPPY with HOPPY                                          | 石渡美奈     | Taxたっくん  |